# Josef Ženíšek
Josef Ženíšek, křtěný Josef František (4. října 1855 Praha – 19. listopadu 1944 Praha-Královské Vinohrady), byl český akademický malíř, portrétista, kreslíř a ilustrátor.

## Život
Narodil se v Praze na Novém Městě v rodině krejčovského tovaryše Johanna Ženíška a jeho ženy Anny rodem Zounkové. Základní vzdělání získal ve škole obecné a později navštěvoval večerní školu v rodném městě. Svůj nesporný umělecký talent završil Josef Ženíšek studiem na pražské malířské akademii, kde se školil v letech 1872 až 1876 u prof. Antonína Lhoty a Emanuela Roma v atelierech Antiky. Následně se odebral do Mnichova, kde navštěvoval tamější malířskou akademii. Po ukončení studií podnikl studijní cesty do Paříže a Říma.
V roce 1882 přesídlil z Mnichova do Drážďan, kde se záhy oženil s Františkou Hollmannovou a později s ní měl tři děti, syna Franze (*1884) a Johanna (*1886) a dceru Josefinu (1888). Zde krom jiných namaloval pro Düsseldorfskou uměleckou výstavu obraz "Jaro", který byl ihned zakoupen do New Yorku. Následně zde vytvořil i větší obrazy a kompozice, jako např. "Letní večer" a genre "Děvče hrající si s kočičkou". Časem tento druh tvoření opustil, navrátil se k portrétům a vytvořil celou řadu rozkošných dívčích hlav, které byly většinou zakoupeny do Ameriky.
V roce 1891 přesídlil do Prahy, kde se zaměstnával převážně portrétováním. Svůj ateliér měl u vdovy po sochaři Boh. Schnirchovi na Královských Vinohradech ve Schnirchově domě v Mikovcově ulici č.p. 548/5. 
Zemřel při převozu do vinohradské nemocnice 19. listopadu 1944 poté, co ho na Vinohradech přejela tramvaj.

## Dílo
Josef Ženíšek se stal známým svými dívčími portréty, které byly v českých a německých časopisech a na pohlednicích hojně reprodukovány. Také maloval a vystavoval žánrové kompozice a podobizny.
Namaloval řadu podobizen z přední pražské společnosti a mnoha dalších osobností, jako např. Jar. Vrchlického, B. Smetany, Ant. Dvořáka, poslance doktora Herolda, inž. Kaftana a F.Palackého.

## Galerie

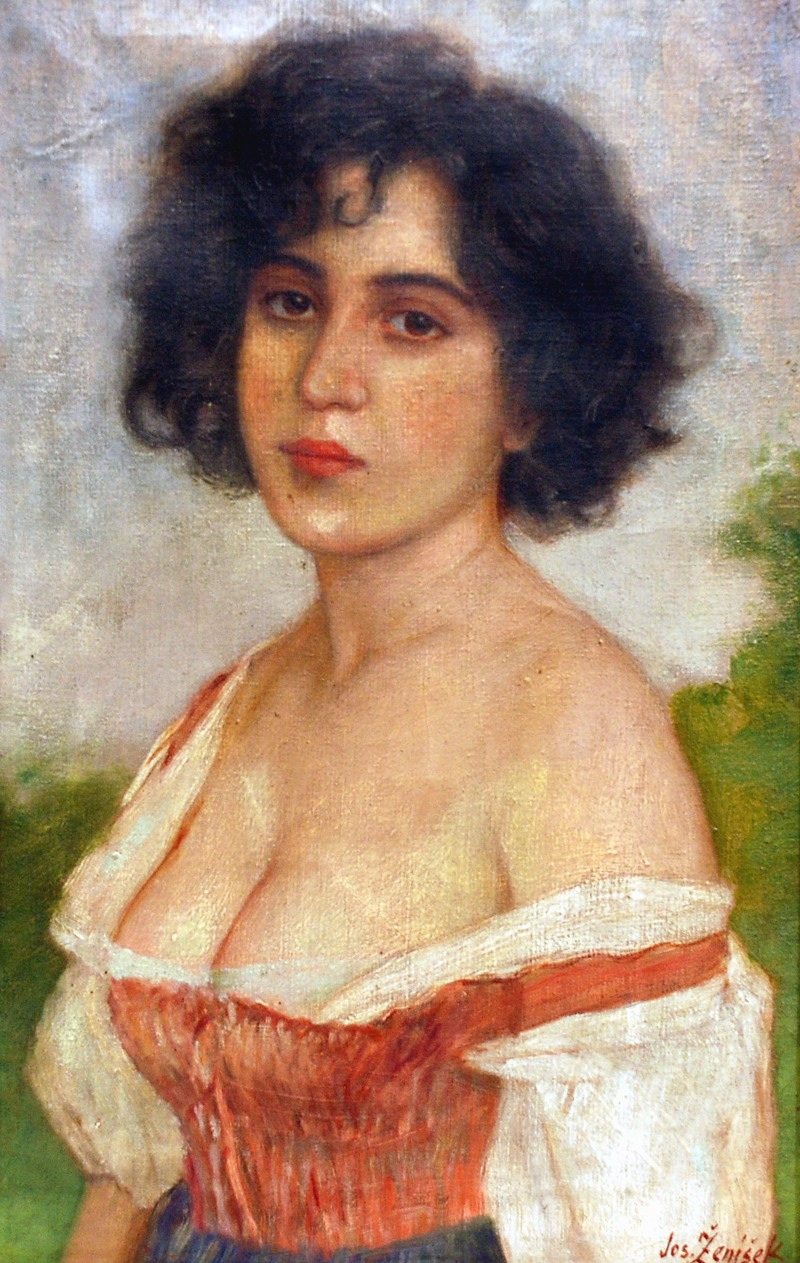
Cikánka
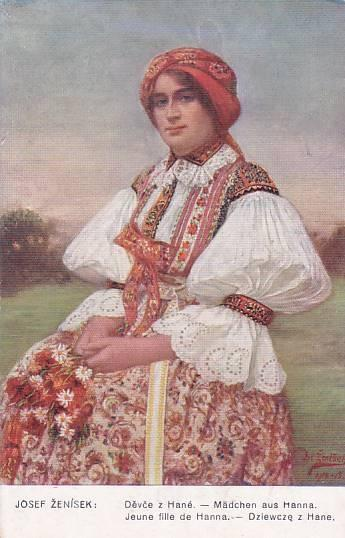
Děvče z Hané
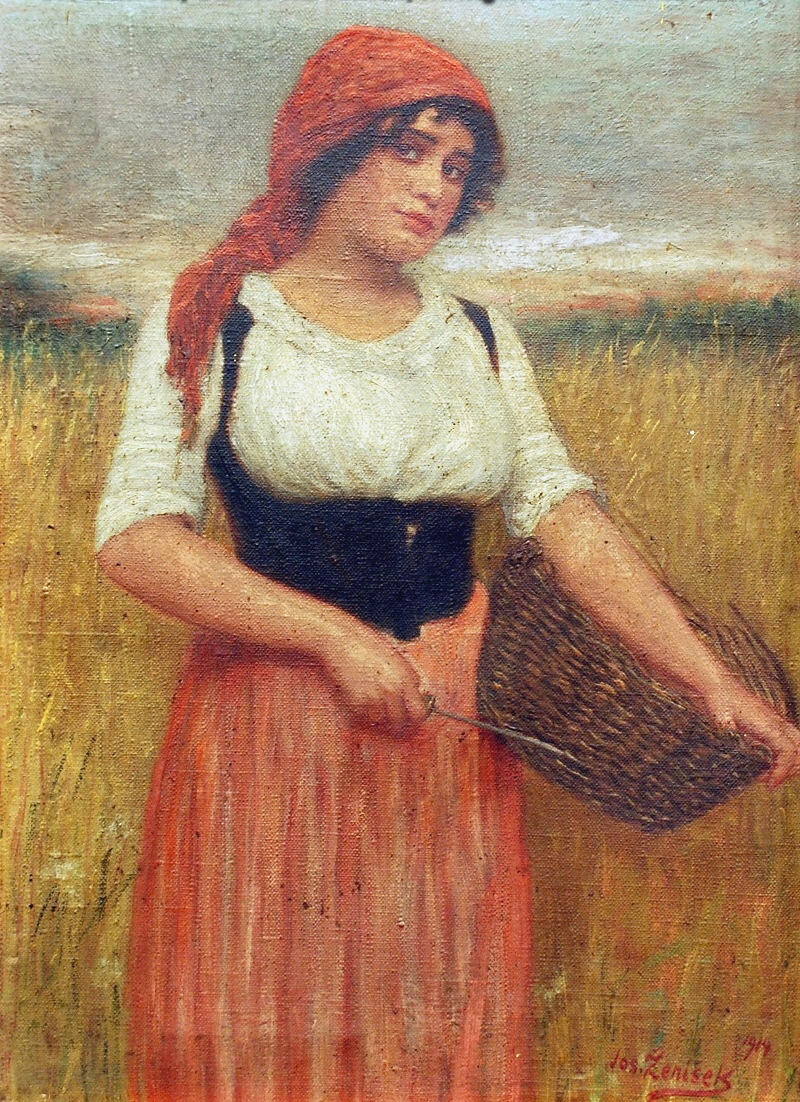
Venkovská dívka, 1914
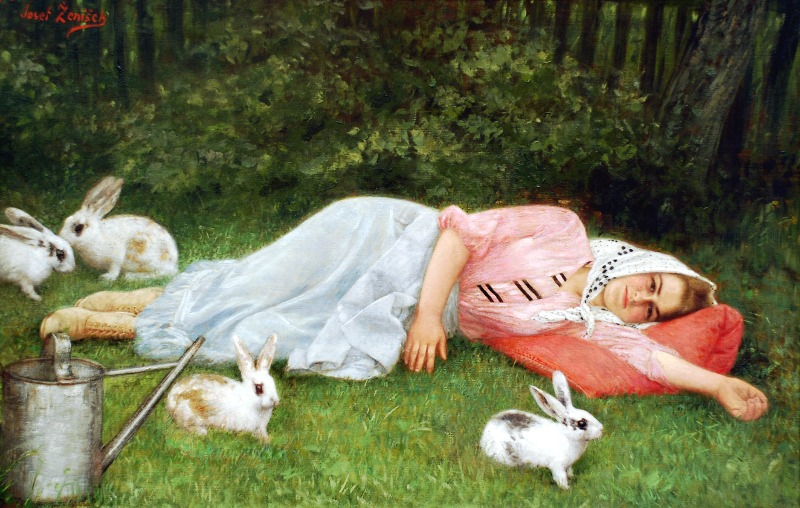
Dívka s králíčky, před 1935
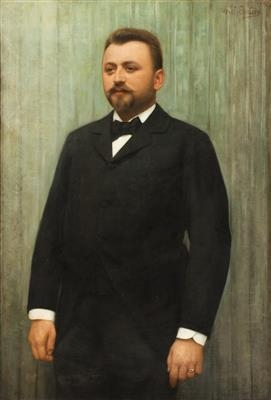
Portrét muže, 1902
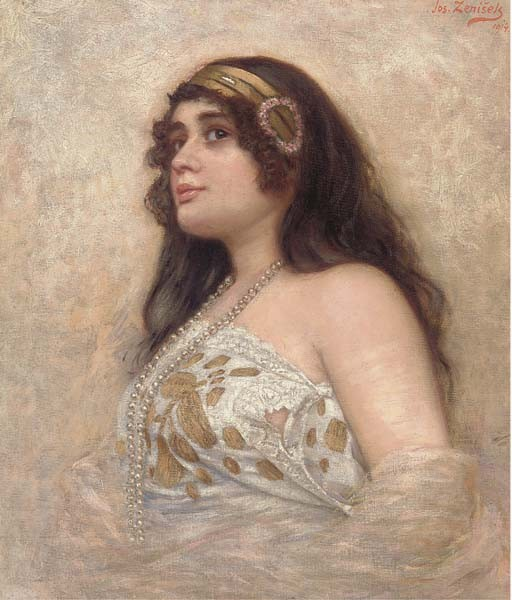
Portrét dívky s čelenkou, 1914

## Výstavy

### Kolektivní
- 1893 Umělecká beseda: 5. vánoční výstava, Spolkové místnosti Umělecké besedy, Praha
- 1895 Umělecká beseda: Jarní výstava, Topičův salon, Praha
  - Umělecká beseda: 7. vánoční výstava, Topičův salon, Praha
- 1896 Výstava českých akvarelistů, Topičův salon, Praha
  - Umělecká beseda: 8. vánoční výstava, Topičův salon, Praha
- 1921 Výstava originálů českých malířů ze soukromého majetku v Hradci Králové, Městské průmyslové muzeum v Hradci Králové, Hradec Králové
- 1984 Antonín Dvořák ve výtvarném umění, Zámek Nelahozeves, Nelahozeves
- 1986 Portrétní tvorba 19.-20. století, Městské muzeum, Čelákovice